# Exercicis de Kegel
Els exercicis de Kegel o exercicis de contracció del múscul pubococcigeal són uns exercicis destinats a enfortir els músculs pelvians. També estan recomanats per evitar alteracions comunes com la incontinència urinària o també per facilitar el part. En el camp sexual els exercicis de Kegel han demostrat bons resultats a l'hora d'aconseguir major plaer sexual i contribuir a un major control de l'ejaculació masculina.
Reben aquest nom pel doctor Arnold Kegel, que va desenvolupar aquests exercicis per als seus pacients a la dècada de 1940 com a mètode per al control de la incontinència urinària. El seu article va ser publicat l'any 1948.

## Incontinència urinària
Els exercicis de Kegel es van idear per controlar la incontinència urinària de la dona després del part. El propòsit dels exercicis és enfortir els músculs de la zona pelviana i millorar la funció de l'esfínter uretral o rectal. L'èxit dels exercicis de Kegel depenen de la pràctica apropiada de la tècnica i un disciplinari compliment del programa d'exercicis. Avui dia es recomanen a la dona que pateix incontinència urinària per estrès, l'home que pateix incontinència urinària després de cirurgia de pròstata i persones que pateixen d'incontinència fecal.

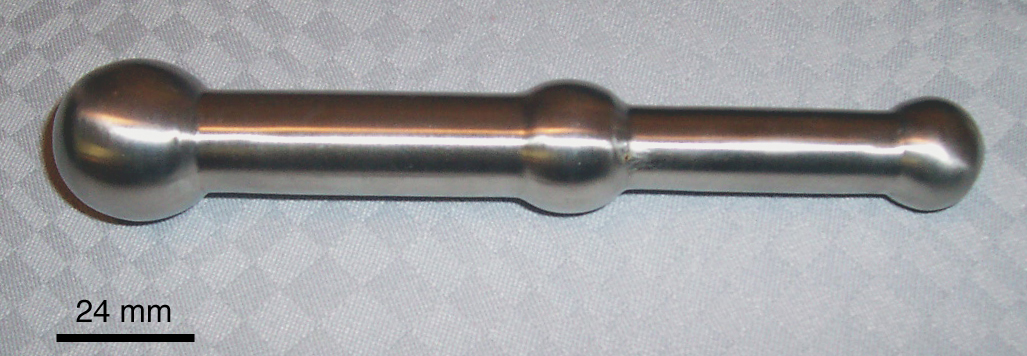
Exercitador de Kegel

Algunes persones no localitzen amb facilitat els músculs pelvians i han de practicar amb freqüència per aprendre a contreure els músculs adequats. Un dels mètodes consisteix a asseure's en el sanitari i en orinar intentar retenir el flux d'orina, contraient els músculs del sòl pelvià. Practicant diverses vegades la persona pot arribar a conèixer el grup correcte de músculs que fa la contracció. No han de contreure els músculs de l'abdomen, malucs o natges mentre fan aquest exercici. No obstant això, aquesta pràctica només s'ha d'utilitzar per a localitzar els músculs i no com a exercicis, ja que altera el reflex normal de la micció i podria induir a una alteració d'aquest mecanisme o a deixar residu d'orina en la bufeta en finalitzar la micció. Un altre mètode per a identificar els músculs consisteix a introduir un dit en el recte.
És possible enfortir els músculs del sòl pelvià usant un con vaginal (dispositiu amb pes que s'insereix en la vagina). Un cop dins han de tractar de mantenir el dispositiu contraient els músculs. Si s'aprèn a realitzar els exercicis abans de dilatar la vagina, es pot observar que la dilatació resulta més fàcil. Això passa perquè se sap quan estan els músculs pelvians tibants i quan relaxats. Abans d'inserir un dit o qualsevol objecte en la vagina, s'ha de tibar-relaxar els músculs. És més fàcil moure el dit amb els músculs relaxats. Una vegada que es pugui introduir la punta del dit en la vagina ja es pot practicar a estrènyer amb els músculs.
Un percentatge important dels pacients no aconsegueix localitzar correctament els músculs del sòl pelvià i en lloc de contreure'l moltes vegades l'inciten, cosa que pot fins i tot agreujar un problema d'incontinència o prolapse.
És possible utilitzar bioretroalimentació (un mètode de reforçament positiu) i estimulació elèctrica per a identificar el grup de músculs a treballar. Se situen elèctrodes en l'abdomen i al llarg de la zona anal. En el monitor es pot observar per un gràfic quins són els músculs que es contrauen i els que estan en repòs. L'especialista pot ajudar a identificar els músculs per a l'execució correcta dels exercicis de Kegel. L'estimulació elèctrica es realitza usant corrent elèctric de baix voltatge que estimula el grup correcte de músculs. El corrent s'aplica utilitzant una sonda anal o vaginal. Aquesta teràpia pot fer-se en el centre especialitzat o en la mateixa casa. Són sessions de 20 minuts de durada i es realitzen cada 1 o 4 dies. Segons els estudis realitzats, han resultat prometedors per al tractament d'incontinència.
Les tècniques conductuals o control d'hàbits d'ingesta líquida i micció, orientació en esport apropiat per no agreujar els problemes també són part important del tractament. Aquest conjunt de tècniques es coneixen com a reeducació pelviperineal o del sòl pelvià i han de ser aplicades per un cinesiòleg o fisioterapeuta especialitzat.

## Passos per a l'execució correcta dels exercicis del sòl pelvià
Els exercicis poden realitzar-se en qualsevol moment i lloc. Després d'un termini de 6 a 12 setmanes s'ha d'advertir una millora. Com més es practiqui més eficaços són els exercicis en els músculs.
Durant l'execució dels exercicis no han de sentir-se molèsties ni en l'abdomen ni a l'esquena: si això succeeix és que s'estan realitzant de forma incorrecta. Hi ha qui conté la respiració o estreny el tòrax mentre contreu els músculs del sòl pelvià, la qual cosa no es recomana, el correcte és que es relaxi i es concentri en els músculs del sòl pelvià.
Principiants
1. Cal buidar la bufeta.
2. Contreure els músculs de la vagina durant tres segons i relaxar. Repetir 10 vegades.
3. Contraure i relaxar el més ràpid que es pugui. Repetir 25 vegades.
4. Imaginar que se subjecta alguna cosa amb la vagina, mantenir aquesta posició durant 3 segons i relaxar. Repetir 10 vegades.
5. Imaginar que es llança un objecte amb la vagina, mantenir la posició durant 3 segons i relaxar. Repetir 10 vegades.
6. Imaginar que s'acaricia un objecte amb la vagina com una mare a un nen, mantenir la posició durant 3 segons i relaxar. Repetir 10 vegades.

Aquests exercicis cal realitzar-los tres vegades al dia.
Iniciades
1. Cal tombar-se a terra amb els genolls doblegats i les plantes dels peus cara a cara.
2. Mantenir els músculs de l'estómac i de la vagina en posició relaxada.
3. Imaginar mentalment les parets interiors de la vagina i intentar apropar-les contraient els músculs (no s'han de flexionar els músculs de l'estómac ni pressionar els glutis. Seguir dues vegades més.
4. Contraure lentament comptant fins a deu.
5. Mantenir els músculs contrets amb la vagina tancada comptant fins a vint.
6. Relaxar comptant fins a deu i tornar a començar.

L'exercici s'ha de fer durant deu minuts.
Per saber si s'estan realitzant bé els exercicis, després d'uns quants dies fent-los, es col·loca un dit o dos entre els músculs de la vagina i en contreure s'ha de notar que la vagina comença a estrènyer.

## Exercicis de Kegel per a una satisfactòria relació sexual
A causa que els músculs vaginals de la dona no estan directament controlats, hi ha certa dificultat per controlar-los i desenvolupar-los. La millor manera per preparar-los per mantenir una relació sexual és usant-los. Per això ha d'inserir-se alguna cosa en la vagina perquè ho agafi. La primera forma de relaxar-se és relaxant totalment el cos. Després es pot inserir un dit a la vagina, s'ha de notar que travessa els seus músculs i es toquen les parets vaginals que no són llises, es componen de molts plecs petits o arrugues, perquè han de poder ajustar-se al passatge del cap d'un nadó. Explorar i conèixer la pròpia vagina és convenient i favorable per a la salut sexual de la dona.
La vagina d'una dona sense experiència sexual és tensa perquè encara no ha après a relaxar els músculs, no perquè siguin forts. Si aquests músculs no s'enforteixen en ser estirats, pot ser que no desenvolupi mai la capacitat de prémer coses inserides. No enfortir-los fa que disminueixi el frec entre les parets vaginals i tot el que s'insereixi entre aquestes, de manera que una penetració vaginal pot no ser tan satisfactòria com podria arribar a ser per als dos membres de la parella.
Relaxar els músculs vaginals pot ser útil per a una dona quan una parella insereix el(s) dit(s) o el penis, o quan un especialista necessiti inspeccionar amb els seus dits o una eina durant un examen ginecològic. Mantenir aquests músculs pelvians forts pot augmentar la intensitat de l'orgasme.
Els exercicis de Kegel també poden ser beneficiosos per a l'home, perquè són capaços de dotar-lo d'una major capacitat per triar el moment d'ejacular, i la seva pràctica continuada pot ajudar a prevenir i fins i tot tractar l'ejaculació precoç.

## Motius pels quals es poden atrofiar els músculs vaginals
- Manca d'entrenament i ús
- Embaràs i posterior part
- Per l'edat
- Per sobrepès
- Infecció urinària crònica

## Pràctiques que afavoreixen els músculs vaginals
- Ioga
- Pilates